# BSK/BAIK
BSK/Bromölla AIK är en handbollsklubb i Bromölla i Skåne län. Den startade 1945 som Ivetofta AIK med huvudinriktningen bandy men bytte namn till BAIK 1950 och även idrottsinriktning till handboll 1969. A-laget spelar i Division 3 (Sydsvenska Norra). 
Några av spelarna i BSK/BAIK:s aktuella trupp är Håkan Engström, Jesper Westerdahl, Tommy Balasz och Stefan Holst.